# CX Marikovská Dolina
Le CX Marikovská Dolina est une compétition de cyclo-cross disputée à Udiča-Prostné, en Slovaquie.

## Palmarès
| Année | Vainqueur        | Deuxième      | Troisième          |
| ----- | ---------------- | ------------- | ------------------ |
| 2012  | Martin Bína      | Zdeněk Mlynář | Ondrej Bambula     |
| 2013  | Egoitz Murgoitio | Milan Barényi | Yorben van Tichelt |
| 2014  | Martin Haring    | Ondrej Glajza | Lukáš Bátora       |